# 11955 Russrobb
11955 Russrobb (1994 CA1) là một tiểu hành tinh vành đai chính được phát hiện ngày 8 tháng 2 năm 1994 bởi D. D. Balam ở Dominion Astrophysical Observatory, Victoria.